# Hoolock hoolock
L’hulok occidentale (Hoolock hoolock Harlan, 1834) è un primate della famiglia degli ilobatidi. Solo recentemente è stato considerato una specie distinta dall'hulok orientale (Hoolock leuconedys). Le due specie sono molto simili, sia nell'aspetto che nelle abitudini.

## Descrizione
Spesso definito «acrobata della foresta», l'hulok occidentale si sposta dondolando di ramo in ramo utilizzando le lunghe braccia, in un tipo di locomozione noto come brachiazione. È, come le altre 15 specie di gibboni attualmente riconosciute, una scimmia antropomorfa snella e aggraziata. Maschi e femmine adulti hanno dimensioni simili (45–64 cm di lunghezza e 5,5-5,6 kg di peso), ma la colorazione del loro fitto mantello varia notevolmente. I maschi adulti sono neri con un caratteristico «sopracciglio» bianco che conferisce loro un aspetto molto espressivo. Le femmine sono color marroncino-ramato, con peli color marrone scuro ai lati della faccia e del petto, e una caratteristica scriminatura centrale tra i peli della testa. I piccoli, alla nascita, sono ricoperti da un manto grigio-bianco con sfumature gialle, che diviene nero con l'età. Raggiunta la pubertà, il manto delle femmine ritorna chiaro, mentre quello dei maschi rimane invariato.
Il gibbone è ben conosciuto per i suoi richiami emotivi, che vengono emessi per lo più sotto forma di duetto dalla coppia riproduttiva. Tali richiami, vivaci e ossessionanti, possono essere uditi anche a grande distanza, e hanno conferito all'animale un posto di rilievo nel folklore delle popolazioni indigene dell'Asia.

## Distribuzione e habitat
L'hulok occidentale è presente nel Bangladesh orientale, nell'India nord-orientale e nel Myanmar nord-occidentale, in un'area compresa tra i fiumi Brahmaputra e Chindwin. È possibile che sia presente anche nel Tibet sud-orientale.
È un abitante delle foreste, in particolare delle fitte foreste sempreverdi e semi-sempreverdi, ma è possibile avvistarlo anche mentre si sposta, o dorme, in foreste di bambù e piantagioni.

## Biologia
L'hulok occidentale si sposta dondolandolosi senza sforzo tra gli alberi, raggiungendo velocità di 56 chilometri all'ora, e può anche camminare su due zampe lungo i rami troppo larghi per potervisi appendere, muovendosi con rapidità ed equilibrio.

### Alimentazione
Si nutre principalmente di frutta, e per tale motivo gioca un ruolo importante come dispersore di semi degli alberi della foresta, in quanto i semi passano attraverso il tubo digerente senza essere intaccati e vengono depositati in una nuova sede. Lo stomaco semplice del gibbone è adatto a questa dieta a base di frutta e, diversamente da quello di altri primati, ha una capacità limitata di digerire materiale fogliare, ma l'hulok occidentale consuma anche fiori, foglie e germogli.

### Riproduzione
Come altre specie di gibboni, maschi e femmine di hulok occidentale formano coppie monogame che rimangono unite assieme per molti anni. Tuttavia, la loro fedeltà non è assoluta, in quanto entrambi i partner possono accoppiarsi con altri individui. Ogni coppia, insieme al proprio piccolo immaturo, occupa un territorio che viene difeso con manifestazioni sia vocali che visive. La femmina partorisce una volta ogni due anni e mezzo-tre anni un unico piccolo, che rimane nel gruppo familiare per un periodo variabile tra i sette e i dieci anni. Una volta raggiunta la maturità, il genitore dello stesso sesso inizia ad aggredirlo fino a spingerlo ad abbandonare il gruppo.

## Conservazione
La Lista Rossa della IUCN classifica l'hulok occidentale come specie in pericolo di estinzione (Endangered). La specie è inserita nella Appendice I della Convention on International Trade of Endangered Species (CITES)..
Si ritiene che il numero di esemplari sia terribilmente diminuito del 90% nel corso degli ultimi 30 anni, in seguito a numerose attività umane, e attualmente H. hoolock è considerato una delle 25 specie di primati più minacciate del mondo. Man mano che la popolazione umana ha espanso le proprie attività agricole a carico delle foreste, adibendo il terreno a piantagioni di tè e caffè, sfruttando gli alberi per il legname e intraprendendo altri programmi di sviluppo, il manto forestale è andato frammentandosi e riducendosi. Quando le foreste sono frammentate, il gibbone trascorre più tempo sul terreno, spostandosi da una macchia di foresta all'altra; in questi momenti diventa particolarmente vulnerabile alle aggressioni da parte di cani domestici e selvatici. Oltre alle minacce costituite dalla distruzione dell'habitat bisogna considerare anche la pressione venatoria: gli uomini danno la caccia a questo carismatico primate per la carne, la medicina tradizionale e il traffico di animali domestici; sfortunatamente, gli straordinari canti dei gibboni funzionano come segnali che guidano i cacciatori direttamente verso di loro.
Paradossalmente, se da un lato gli esseri umani hanno spinto questa specie sull'orlo dell'estinzione, essa dipende ora interamente dai programmi di conservazione dell'uomo per poter sopravvivere. L'hulok occidentale è presente in numerose aree protette distribuite un po' in tutto il suo areale, e in India gode del massimo livello di protezione garantito dalla Legge per la Protezione della Natura del 1972; inoltre, varie organizzazioni stanno lavorando insieme per svolgere molte altre azioni di conservazione a tutela di quella che è considerata una specie bandiera delle foreste dell'Asia.